# Dourga Bamguel
Dourga Bamguel (ou Banguel-Guiziga, Bamguel) est une localité du Cameroun située dans l'arrondissement de Meri, le département du Diamaré et la région de l’Extrême-Nord. Elle fait partie du canton de Kalliao.

## Population
En 1974, la localité comptait 154 habitants, des Guiziga.
Lors du recensement de 2005, on y a dénombré 447 personnes.